# Sant Martí del Pui
Sant Martí del Pui és una antiga església romànica, actualment en ruïnes, prop del poble d'Ainet de Cardós, a la comarca del Pallars Sobirà, dins de l'antic terme del mateix nom. Va ser consagrada el 4 de gener de 1146 pel bisbe Bernat Sanç.
Està situada en el vessant sud-oest del Pui de Sant Martí, a prop i al sud-oest del poble d'Ainet de Cardós. En aquest lloc hi havia hagut un poblat, que en documents antics és esmentat com a ciutat, on tingué la seu la parròquia de Sant Martí de Ribera l'Aigua, que correspon a les restes ara anomenada de Sant Martí del Pui.